# Dicranota polymeroides
Dicranota (Rhaphidolabis) polymeroides là một loài ruồi trong họ Pediciidae. Chúng phân bố ở vùng sinh thái Nearctic.